# Мачалі
Мачалі (ісп. Machalí) — місто в Чилі. Адміністративний центр однойменної комуни. Населення - 23920 осіб (2002). Місто і комуна входить до складу провінції Качапоаль і регіону Лібертадор-Хенераль-Бернардо-О'Хіггінс.
Територія — 2 597 км². Чисельність населення - 52 505 мешканців (2017). Щільність населення - 20,2 чол./км².

## Розташування
Місто розташоване за 6 км на південний захід від адміністративного центру області міста Ранкагуа.
Комуна межує:
- на північному сході - з комуною Сан-Хосе-де-Майпо
- на південному сході — з провінцією Мендоса (Аргентина))
- на півдні - з комуною Сан-Фернандо
- на південному заході - з комунами Рекіноа, Ренго
- на заході — з комуною Ранкагуа
- на північному заході - з комуною Кодегуа